# Ростовский-на-Дону институт физической культуры и спорта
Ростовский-на-Дону институт физической культуры и спорта — высшее учебное заведение, расположенное в городе Ростов-на-Дону, является филиалом Кубанского государственного университета физической культуры, спорта и туризма.

## История
В самом начале XX века в Ростове-на-Дону не было спортивных учебных заведений. В 1915 году некоторые спортивные организации города образовали спортивное общество «Сокол». В Ростов-на-Дону приезжали преподаватели из Чехии — Антон Кучера, Богумил Гонзатко, Любомир Стефанов. Они первыми в Ростове начали профессиональную подготовку будущих тренеров, инструкторов физической культуры и спорта в Степановской гимназии, Коммерческом и Петровском училищах.
24 сентября 1924 года был образован Донской окружной совет физической культуры по постановлению Донского исполнительного комитета.
В июле-августе 1947 года в Ростове-на-Дону открылся учебно-консультационный пункт Московского государственного Центрального ордена Ленина института физической культуры (ГЦОЛИФК) имени И. В. Сталина.
В 1983 году была совершена переориентация спортивных заведений по инициативе комитета по Физической культуре и спорту при Совете Министров СССР. В результате чего Ростовский-на-Дону учебно-консультационный пункт ГЦОЛИФКа был передан в ведомство Краснодарского государственного института физической культуры.
В 1993 году статус академии получает Краснодарский государственный институт физической культуры.
В 1996 году был создан Ростовский-на-Дону очно-заочный факультет Краснодарской государственной академии физической культуры.
В 1999 год был создан Ростовский-на-Дону филиал Кубанской государственной академии физической культуры.
В 2003 году КГАФК была преобразована в университет физической культуры, спорта и туризма (КГУФКСТ).
В 2005 году Ростовский-на-Дону филиал преобразован в Ростовский-на-Дону институт физической культуры и спорта (филиал) федерального государственного образовательного учреждения высшего профессионального образования Кубанский государственный университет физической культуры, спорта и туризма.

## Известные персоналии
- Трегубов Виктор — тяжелая атлетика, ЗМС, чемпион XXV олимпийских игр 1992 г. в Барселоне
- Забирова Зульфия — велоспорт, ЗМС, чемпионка XXVI олимпийских игр 1996 г. в Атланте
- Самургашев Вартерес — греко-римская борьба, ЗМС, чемпион XXVII олимпийских игр 2000 г. в Сиднее
- Коржаненко Ирина — легкая атлетика, ЗМС, чемпионка XXVIII олимпийских игр 2004 г. в Афинах
- Моисеев Андрей — современное пятиборье, ЗМС, чемпион XXVIII и XXIX олимпийских игр
- Спинев Николай — гребля академическая, ЗМС, чемпион XXVIII олимпийских игр 2004 г. в Афинах
- Федоровцев Сергей — гребля академическая, ЗМС, чемпион XXVIII олимпийских игр 2004 г. в Афинах
- Бойко Светлана — фехтование, ЗМС, чемпионка XXIX олимпийских игр 2008 г. в Пекине
- Ламонова Евгения — фехтование, ЗМС, чемпионка XXIX олимпийских игр 2008 г. в Пекине